# 普朗普佐尔
普朗普佐尔（法語：Poulan-Pouzols）是法国南部-比利牛斯大区 塔恩省的一个市镇，属于阿尔比区 雷阿尔蒙县。该市镇2009年时的人口 为498人。

## 人口
普朗普佐尔人口变化图示
| 数据来源：INSEE |